# Casper De Norre
Casper De Norre (Hasselt, 7 februari 1997) is een Belgisch voetballer die bij voorkeur als flankverdediger speelt. Hij komt sinds oktober 2020 uit voor Oud-Heverlee Leuven. Sinds 2023 komt hij uit voor Millwall FC in de Championship, de Engelse tweede klasse.

## Clubcarrière

### Jeugd
De Norre genoot het grootste deel van zijn jeugdopleiding bij het Limburgse KRC Genk, waarna de aanvallende middenvelder in 2013 op zestienjarige leeftijd de overstap maakte naar de jeugdopleiding van Standard Luik. Hier vertoefde hij twee jaar waarin een overstap naar de eerste ploeg er echter niet inzat. In de zomer van 2015 maakte De Norre de overstap naar Sint-Truidense VV, waar hij bij de beloften mocht starten. Op 25 oktober 2015 mocht hij al eens een eerste keer op de bank plaatsnemen bij het eerste elftal in de thuiswedstrijd tegen KV Kortrijk.

### STVV
Op 9 april 2016 maakte hij zijn debuut in de Jupiler Pro League tegen Sporting Charleroi, De Norre viel na 68 minuten in voor Iebe Swers. Tijdens het seizoen 2016/17 werd hij uitgeleend aan ASV Geel dat uitkwam in de Eerste Klasse amateurs. In dertig wedstrijden maakte de aanvallende middenvelder elf competitiedoelpunten.
In 2017 keerde De Norre terug naar Sint-Truiden. De toenmalige trainer van het eerste elftal Bartolomé Márquez López geloofde niet echt in zijn kwaliteiten als aanvallende middenvelder waarna hij op de positie van linksachter werd uitgeprobeerd. De Norre presteerde uitstekend op deze positie en groeide hier uit tot een absolute sterkhouder bij de Limburgse club. Zijn eerste doelpunt in de Jupiler Pro League maakte hij op 22 september 2018 in de met 2–0 gewonnen wedstrijd tegen Royal Antwerp.

### KRC Genk
Op 4 januari 2019 werd bekend dat De Norre een contract voor 4,5 jaar had ondertekend bij KRC Genk, hij zal hier met het rugnummer 2 gaan spelen. De transfersom bedraagt 3.000.000 euro. Een belangrijke factor voor het halen van De Norre was zijn polyvalentie: doordat hij zowel als links- als als rechtsachter kan spelen, kon hij fungeren als back-up voor zowel Jere Uronen (linksachter) als Joakim Mæhle (rechtsachter).
Op 2 februari 2019 maakte hij zijn officieel debuut voor Genk in de competitiewedstrijd tegen Waasland-Beveren, De Norre startte in de basis als linksachter en speelde de volle 90 minuten. Ondanks een vroege achterstand werd deze wedstrijd toch nog winnend afgesloten met 1-2. In zijn eerste half seizoen bij de club werd hij meteen landskampioen.

### OH Leuven
In oktober 2020 werd De Norre uitgeleend aan OH Leuven. De club bedong ook een aankoopoptie. De Hasselaar vond in Leuven zijn ex-coach Marc Brys terug. Nadat zijn uitleenbeurt was afgelopen, werd hij definitief overgenomen door de club. De Norre tekende een contract tot de zomer van 2024.

## Statistieken
| Seizoen | Club                    | Land   | Competitie             | Duels | Doelp. |
| ------- | ----------------------- | ------ | ---------------------- | ----- | ------ |
| 2015/16 | Sint-Truiden VV         | België | Eerste Klasse A        | 2     | 0      |
| 2016/17 | → AS Verbroedering Geel | België | Eerste Klasse Amateurs | 30    | 11     |
| 2017/18 | Sint-Truiden VV         | België | Eerste Klasse A        | 36    | 0      |
| 2018/19 | Sint-Truiden VV         | België | Eerste Klasse A        | 19    | 2      |
| 2018/19 | KRC Genk                | België | Eerste Klasse A        | 11    | 0      |
| 2019/20 | KRC Genk                | België | Eerste Klasse A        | 13    | 0      |
| 2020/21 | KRC Genk                | België | Eerste Klasse A        | 0     | 0      |
| 2020/21 | → OH Leuven             | België | Eerste Klasse A        | 23    | 1      |
| 2021/22 | OH Leuven               | België | Eerste Klasse A        | 0     | 0      |
| Totaal  | Totaal                  | Totaal | Totaal                 | 135   | 14     |

## Interlandcarrière
Van 2013 tot 2014 kwam hij 6 keer uit voor de U17 van het Belgisch voetbalelftal. In 2018 werd De Norre opgeroepen voor het Belgisch voetbalelftal onder 21. Met deze lichting plaatste hij zich voor het EK voetbal onder 21 dat in juni 2019 in Italië en San Marino plaatsvond. Op dit EK stond De Norre in de eerste groepswedstrijd tegen Polen in de basis. Hij geraakte met België echter niet voorbij de groepsfase.

## Palmares
| Belgisch kampioen  | 1x | 2018/19 |
| Belgische Supercup | 1x | 2019    |

2 McNamara ·
3 Wallace ·
4 Hutchinson  ·
5 Cooper ·
6 Tanganga ·
7 Nisbet ·
8 Mitchell ·
9 Bradshaw ·
10 Flemming ·
11 Longman ·
14 Campbell ·
15 Bryan ·
17 Brooke Norton-Cuffy ·
18 Leonard ·
19 Watmore ·
20 Šarkić ·
21 Obafemi ·
22 Emakhu ·
23 Saville ·
24 De Norre ·
25 Esse ·
27 Trueman ·
33 Białkowski ·
39 Honeyman ·
45 Harding ·
Mayor ·
Coach: Edwards
· Assistent-coach: Myers
· Assistent-coach: Barrett
· Keeperstrainer: Marshall